# Cyphostemma leucorufescens
Cyphostemma leucorufescens är en vinväxtart som beskrevs av Descoings. Cyphostemma leucorufescens ingår i släktet Cyphostemma och familjen vinväxter. Inga underarter finns listade i Catalogue of Life.